# Pat Brady
Pat Brady (* 12. Oktober 1947 in Louisville) ist ein US-amerikanischer Comiczeichner.

## Biographie
Brady, der schon als Fünfjähriger Cartoons zeichnete, studierte bis 1969 an der University of Wisconsin–Madison. Es brauchte etwas Zeit, um seine Comics an den Mann zu bringen, häufig wurden seine Arbeiten abgewiesen. Erst mit Rose Is Rose – einem liebevollen Comic-Strip über eine Familie mit Kind – gelang ihm der Erfolg und die Serie wird vom United Feature Syndicate seit 1983 veröffentlicht. Seit März 2004 ist Don Wimmer als Zeichner der Geschichten engagiert.

## Preise & Auszeichnungen (Auswahl)
- 2004: Reuben Award für Rose Is Rose